# 常捷
常捷（1929年2月—2012年7月29日），男，辽宁辽阳人，中华人民共和国政治人物，曾任国务院副秘书长。

## 生平
常捷1929年2月生于辽宁省辽阳县。中正大学肄业。1948年12月参加革命工作，到华北大学学习并加入中国新民主主义青年团，1949年10月加入中国共产党。历任中共中央统战部中南海办事处、交际处干事，中央人民政府政务院交际处干事。1950年12月到政务院机关事务管理局（先后改为中央人民政府机关事务管理局、国务院机关事务管理局）工作，历任交际处干事，人事处科员，党委办公室秘书、宣教科科长、组织科科长，交际处秘书、科长，办公室秘书科长、副主任、代主任。1959年受到错误处理。后予平反。1983年6月后，任国务院机关事务管理局局长、党组书记。1989年7月，担任国务院副秘书长、机关党组成员兼国务院机关事务管理局局长、党组书记。1990年9月任国务院参事室主任、党组书记。1998年12月离休。他是中共十三大代表，第八届全国政协委员。
2012年7月29日，常捷在北京病逝，享年83岁。